# Годега ди Сант'Урбано
Го̀дега ди Сант'Урба̀но (на италиански: Godega di Sant'Urbano; на венециански: Godega, Годега) е градче и община в Северна Италия, провинция Тревизо, регион Венето. Разположено е на 52 m надморска височина. Населението на общината е 6173 души (към 2010 г.).